# Strzelectwo na Letnich Igrzyskach Olimpijskich 1920 – karabin wojskowy leżąc, 300 m
Strzelanie z karabinu wojskowego w pozycji leżącej z odl. 300 m, było jedną z konkurencji strzeleckich na Letnich Igrzyskach Olimpijskich 1920. Zawody odbyły się w dniach 29-30 lipca. W zawodach uczestniczyło 49 zawodników z ponad 7 państw.
Nazwiska około połowy uczestników tej konkurencji są nieznane.

## Wyniki
Każdy zawodnik oddał po 10 strzałów. Maksymalna liczba punktów do zdobycia wynosiła 60.
| Miejsce | Zawodnik                 | Wynik | Dogrywka |
| ------- | ------------------------ | ----- | -------- |
| 1       | Otto Olsen               | 60    |          |
| 2       | Léon Johnson             | 59    | 58       |
| 3       | Fritz Kuchen             | 59    | 57       |
| 4       | Vilho Vauhkonen          | 59    | 56       |
| 5       | Achille Paroche          | 59    | 56       |
| 6       | Erik Blomqvist           | 58    |          |
| 6       | Mauritz Eriksson         | 58    |          |
| 6       | Hugo Johansson           | 58    |          |
| 6       | Lloyd Spooner            | 58    |          |
| 6       | Albert Helgerud          | 58    |          |
| 6       | Olaf Sletten             | 58    |          |
| –       | Lars Jørgen Madsen       | 57    |          |
| –       | Ture Holmberg            | 57    |          |
| –       | Werner Jernström         | 57    |          |
| –       | Harry Adams              | 57    |          |
| –       | Willis A. Lee            | 56    |          |
| –       | Frederick Hird           | 55    |          |
| –       | Joseph Jackson           | 54    |          |
| –       | Erik Sætter-Lassen       | b.d.  |          |
| –       | Niels Larsen             | b.d.  |          |
| –       | Christen Møller          | b.d.  |          |
| –       | Anton Andersen           | b.d.  |          |
| –       | 25 nieznanych zawodników |       |          |